# カール・フェヒナー
カール・フェヒナー （Carl-A. Fechner、1953年 - ）は、ドイツのジャーナリスト、映画監督、プロデューサー。

## 経歴
16歳の頃から映像制作を学ぶ。22歳の頃、サハラ砂漠を車で縦断する旅に出る。大学でメディア学を学ぶ。音楽教師の資格を持つ。
フリーランス時代、ドイツ公共放送連盟（ARD）の国外特派員として戦争報道、湾岸戦争の取材等を行う。1983年、長女が誕生したことを機にフリーランサー及び平和活動家として数々のデモに参加。中距離弾道ミサイルなどの核戦力配備反対や放射性廃棄物輸送反対のデモに参加し、拘束された経験もある。1988年よりフェヒナー・メディア社CEO。
戦争報道等、悲惨な状況を伝えるより、解決方法を提示したいと、1991年より方針転換して、持続可能性をテーマにテレビ番組やドキュメンタリー映画を制作。
2010年、ドイツ国内で150万ユーロの寄付を企業、個人から集め、4年をかけてドキュメンタリー映画「第4の革命－エネルギー・デモクラシー」（de:Die 4. Revolution - Energy Autonomy）を製作した。この映画は、ドイツで13万人を動員、同年ドイツで最もみられたドキュメンタリーとなり、2011年3月11日の東日本大震災以後、ARDでテレビ放映され200万人が視聴、同国の脱原発に一定の影響を与えたといわれている。

## 作品
- ドキュメンタリー映画Die 4. Revolution - Energy Autonomy,1時間23分, 2010年, --監督
- ドキュメンタリー映画Amour, sexe et mobylette, 90分, 監督: Christian Lelong, Sylvia Bazzoli, 2007年, --共同製作
- ドキュメンタリーStromquelle Meer – Die Energie der Zukunft?, 52分, 第2ドイツテレビ（ZDF）/arte, 2006年, --Johannes Büngerと共同監督
- ドキュメンタリーSchatzsuche in Asien  Das alte Goldland Srivijaya', 52分, 監督: Tamara Spitzing, 南西ドイツ放送（SWR）/arte, 2005年
- ドキュメンタリーAusgekohlt, Dokumentarfilm, 52分, 監督: Martin Biebel, ZDF/arte, 2005年